# Carlo Canella (militare)
Carlo Canella (Pescantina, 22 giugno 1913 – Caprino Veronese, 6 gennaio 1986) è stato un militare e aviatore italiano, Asso pluridecorato della Regia Aeronautica partecipò alla seconda guerra mondiale combattendo in Africa Orientale Italiana. Conseguì 7 vittorie aeree individuali, contribuendo alla distruzione di 27 velivoli al suolo.

## Biografia

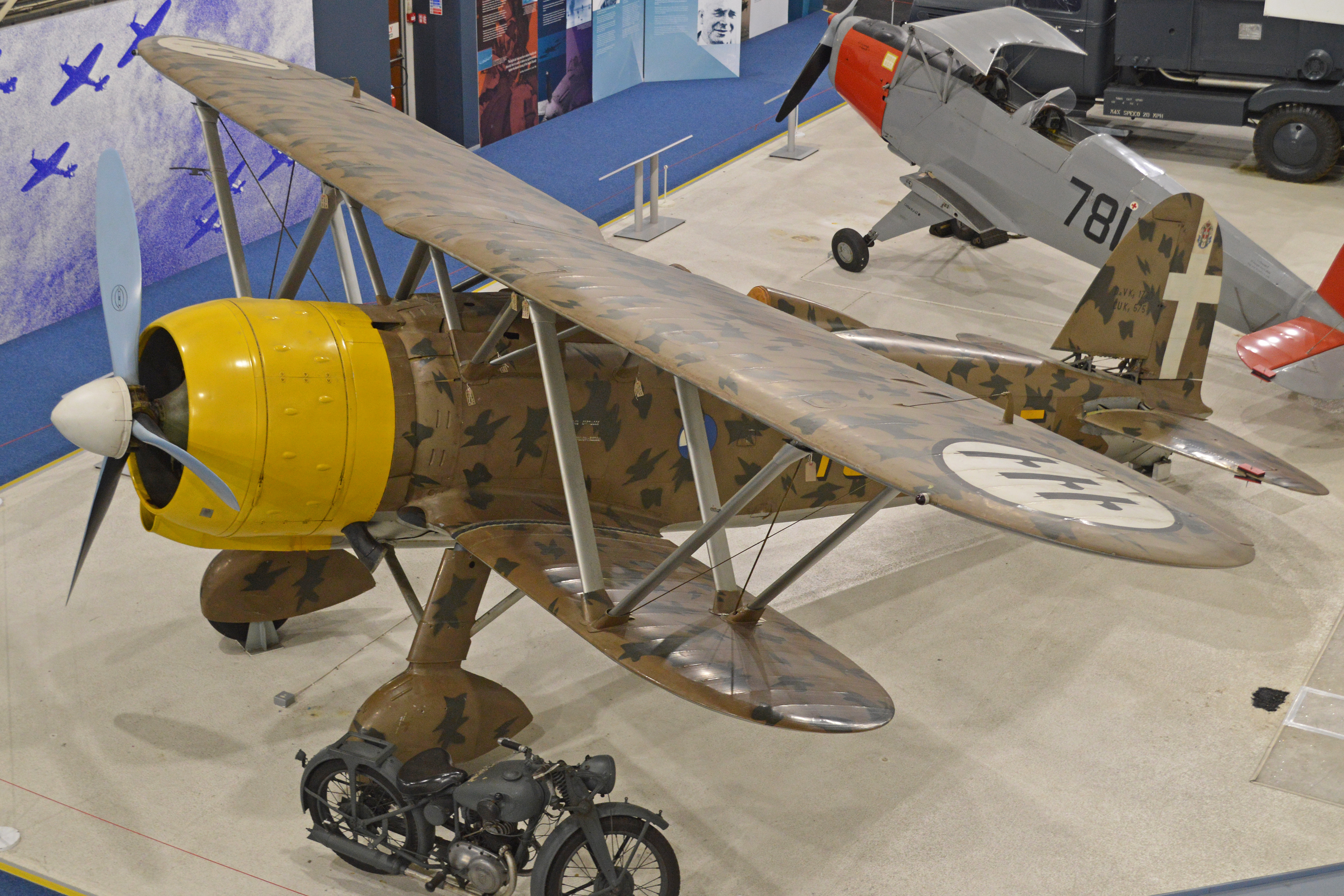
Un caccia Fiat C.R.42 Falco.

Nacque a Pescantina, provincia di Verona, il 22 giugno 1913.  Arruolatosi nella Regia Aeronautica a partire dal 1936 frequentò la Regia Accademia Aeronautica di Caserta, Corso Rex, uscendone con il grado di sottotenente in servizio permanente effettivo il 28 ottobre 1938. Inizialmente assegnato alla 84ª Squadriglia del 4º Stormo Caccia Terrestre, prima dell'entrata in guerra del Regno d'Italia fu trasferito all'aeronautica dell'Africa Orientale Italiana, in servizio presso la 412ª Squadriglia Autonoma Caccia Terrestre, equipaggiata con i biplani Fiat C.R.42 Falco, e allora al comando del capitano Antonio Raffi. Fu promosso tenente il 2 maggio 1940. Ottenne la sua prima vittoria aerea nell'area di Cheren il 12 giugno 1940, a spese di un bombardiere Vickers Wellesley (K7747) del No.223 RAF Squadron.
Durante il corso della campagna dell'Africa Orientale Italiana (1940-1941) conseguì 7 vittorie aeree accertate, distrusse in collaborazione a terra 27 velivoli, e ne danneggio altri 5. 
Fatto prigioniero di guerra dagli inglesi, venne decorato con due Medaglie d’argento e una di bronzo al valor militare. Si spense a Caprino Veronese il 6 gennaio 1986.

### Fonti
1. 1 2  Gustavsson, Slongo 2013, p. 12.
2. 1 2 3 4 5 6  Surfcity.
3. ↑  Gustavsson, Slongo 2013, p. 13.
4. ↑  Apostolo, Massimello 2000, p. 86.